# Alexandra Andrejewna Ijewlewa
Alexandra Andrejewna Ijewlewa (russisch Александра Андреевна Иевлева, * 9. Dezember 1987 in Kansk, Sowjetunion) ist eine ehemalige russische Eiskunstläuferin, die im Einzellauf startete.
1995 begann Ijewlewa mit dem Eiskunstlauf. Sie trainierte unter anderem bei Rafael Harutjunjan. Sie trainierte bei Schanna Gromowa in Moskau. Ihr sportliches Vorbild war Irina Sluzkaja. Ijewlewa trat 2011 vom Wettkampfsport zurück.

## Erfolge
| Meisterschaft/Saison      | 2005/06 | 2006/07 | 2007/08 | 2008/09 |
| ------------------------- | ------- | ------- | ------- | ------- |
| Europameisterschaft       | -       | 11.     | -       | -       |
| Russische Meisterschaften | 7.      | 2.      | 8.      | 11.     |